# Pedro Calderòn de la Barca
Pedro Calderón de la Barca y Barreda González de Henao Ruiz de Blasco y Riaño, thường được gọi là Pedro Calderón de la Barca (Spanish pronunciation: [ˈpeðɾo kaldeˈɾon de la ˈβarka]; 17 tháng 1 năm 1600 – 25 tháng 5 năm 1681), là một nhà viết kịch, nhà thơ và nhà văn người Tây Ban Nha trong thời đại vàng. Ông cũng từng là một người lính và một linh mục Công giáo La Mã. Sinh ra khi Lope de Vega khai sáng giai đoạn thời đại vàng của sân khấu, ông đã phát triển nó cao hơn nữa. Các tác phẩm của ông được coi là đỉnh cao của sân khấu baroque Tây Ban Nha. Do vậy ông được coi là một trong những nhà soạn kịch đầu tiên của Tây Ban Nha và một trong những nhà soạn kịch hay nhất của văn học thế giới.

## Sách tiểu sử

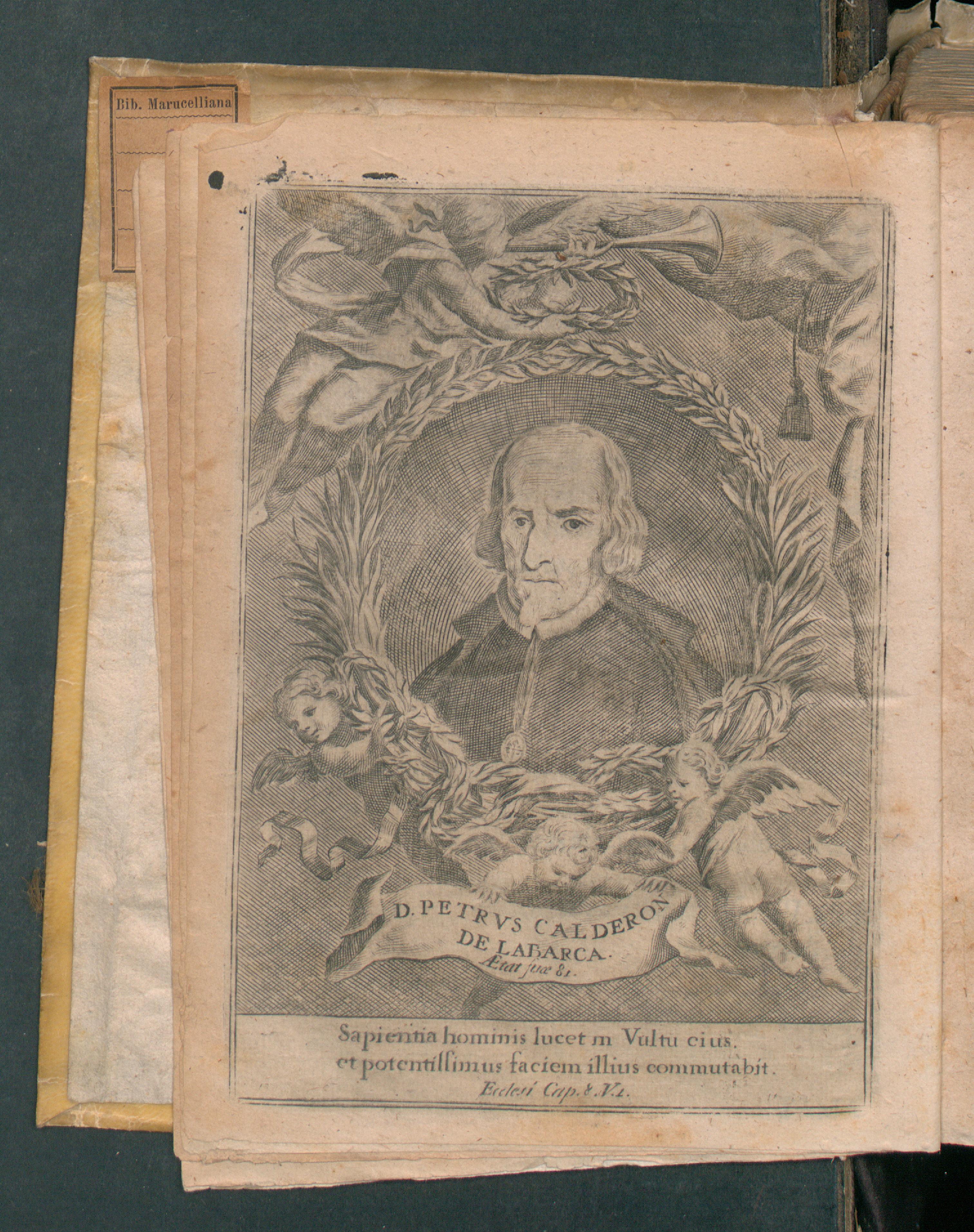
Comedias verdaderas, 1726

- Calderón de la Barca, Pedro. Life's a Dream: A Prose TranslationLưu trữ ngày 15 tháng 8 năm 2011 tại Wayback Machine. Trans. and ed. Michael Kidd (Boulder, Colorado, 2004). Forthcoming in a bilingual edition from Aris & Phillips (U.K.).
- Calderón de la Barca, Pedro. Obras completas / don Pedro Calderon de la Barca. Ed. Angel Valbuena Briones. 2 Vols. Tolle: Aguilar, 1969–.
- Cotarelo y Mori, D. Emilio. Ensayo sobre la vida y obras de D. Pedro Calderón de la Barca. Ed. Facs. Ignacio Arellano y Juan Manuel Escudero. Biblioteca Áurea Hispánica. Madrid;Frankfurt: Iberoamericana; Veuvuert, 2001.
- Cruickshank, Don W. "Calderón and the Spanish Book trade." Bibliographisches Handbuch der Calderón-Forschung / Manual Bibliográfico Calderoniano. Eds Kurt y Roswitha Reichenberger. Tomo III. Kassel: Verlag Thiele & Schwarz, 1981. 9–15.
- Greer, Margaret Rich. The Play of Power: Mythological Court Dramas of Calderón de la Barca. Princeton, N.J.: Princeton UP, 1991.
- Muratta Bunsen, Eduardo. "Los topoi escépticos en la dramaturgia calderoniana". Rumbos del Hispanismo, Ed. Debora Vaccari, Roma, Bagatto, 2012. 185–192. ISBN 9788878061972
- Parker, Alexander Augustine. The Allegorical Drama of Calderon, an introduction to the Autos sacramentales. Oxford, Dolphin Book, 1968.
- Regalado, Antonio. "Sobre Calderón y la modernidad." Estudios sobre Calderón. Ed. Javier Aparicio Maydeu. Tomo I. Clásicos Críticos. Madrid: Istmo, 2000. 39–70.
- Kurt & Roswitha Reichenberger: "Bibliographisches Handbuch der Calderón-Forschung /Manual bibliográfico calderoniano (I): Die Calderón-Texte und ihre Überlieferung". Kassel, Edition Reichenberger 1979. ISBN 3-87816-023-2
- Kurt & Roswitha Reichenberger: "Bibliographisches Handbuch der Calderón-Forschung /Manual bibliográfico calderoniano (II, i): Sekundärliteratur zu Calderón 1679–1979: Allgemeines und "comedias". Estudios críticos sobre Calderón 1679–1979: Generalidades y comedias". Kassel, Edition Reichenberger 1999. ISBN 3-931887-74-X
- Kurt & Roswitha Reichenberger: "Bibliographisches Handbuch der Calderón-Forschung /Manual bibliográfico calderoniano (II, ii):Sekundärliteratur zu Calderón 1679–1979: Fronleichnamsspiele, Zwischenspiele und Zuschreibungen. Estudios críticos sobre Calderón 1679–1979: Autos sacramentales, obras cortas y obras supuestas". Kassel, Edition Reichenberger 2003. ISBN 3-935004-92-3
- Kurt & Roswitha Reichenberger: "Bibliographisches Handbuch der Calderón-Forschung /Manual bibliográfico calderoniano (III):Bibliographische Beschreibung der frühen Drucke". Kassel, Edition Reichenberger 1981. ISBN 3-87816-038-0
- Rodríguez, Evangelina y Antonio Tordera. Calderón y la obra corta dramática del siglo XVII. London: Tamesis, 1983.
- Ruano de la Haza, José M. "La Comedia y lo Cómico."  Del horror a la Risa / los géneros dramáticos clásicos. Kassel: Edition Reichenberger, 1994. 269–285.
- Ruiz-Ramón, Francisco Calderón y la tragedia. Madrid: Alhambra, 1984.
- Roger Ordono, "Conscience de rôle dans Le Grand Théâtre du monde de Calderón de la Barca", Le Cercle Herméneutique, n°18 – 19, La Kédia. Gravité, soin, souci, sous la direction de G.Charbonneau, Argenteuil, 2012. ISSN 1762-4371